# Montceaux-Ragny
Montceaux-Ragny é uma comuna francesa na região administrativa de Borgonha-Franco-Condado, no departamento Saône-et-Loire. Estende-se por uma área de 2,56 km². Em 2010 a comuna tinha 32 habitantes (densidade: 12,5 hab./km²).